# ベウラ＝カルデッツァ
ベウラ＝カルデッツァ（伊: Beura-Cardezza）は、イタリア共和国ピエモンテ州ヴェルバーノ・クジオ・オッソラ県にある、人口約1,500人の基礎自治体（コムーネ）。

## 地理

### 位置・広がり
| 隣接するコムーネは以下の通り。 - ドモドッソラ - パッランツェーノ - プレモゼッロ＝キオヴェンダ - トロンターノ - ヴィッラドッソラ - ヴォゴーニャ |

## 行政

### 分離集落
ベウラ＝カルデッツァには、以下の分離集落（フラツィオーネ）がある。
Beura (sede comunale), Cardezza, Cuzzego Località: Carale, Cascine di Sotto